# Karesi (Balıkesir)
Karesi ist ein Landkreis der türkischen Provinz Balıkesir und gleichzeitig ein Stadtbezirk der Büyükşehir belediyesi (Großstadtgemeinde) Balıkesir. Nachdem die Provinzhauptstadt 2012 zur Büyükşehir belediyesi erklärt war, wurde der ehemalige zentrale Landkreis in zwei neue İlçe aufgeteilt, wovon der südliche Altıeylül ist und der nördliche Karesi.
Der Landkreis grenzt im Süden an Altıeylül, im Westen an Balya, im Norden an Manyas und im Osten an Susurluk. Im Süden gehört die nördliche Hälfte der Hauptstadt zum Landkreis, etwa bis zur die Stadt durchquerenden Fernstraße D-230. Von der Stadt aus nach Nordosten verläuft die Fernstraße D-565 nach Bandırma am Marmarameer. Nordöstlich der Hauptstadt entspringt das Flüsschen Ortaca Deresi, das östlich am Stadtgebiet vorbei nach Süden fließt und in den Nergis Çayı mündet.
Der Landkreis/Stadtbezirk wurde durch das Gesetz Nr. 6360 beschlossen und setzte sich aus den vorhandenen 27 Mahalles und 42 Dörfern (Köy) zusammen, die 2013 zu Mahalles umgewandelt wurden. Diese waren bis Ende 2012 in drei Bucaks organisiert: Şamlı (20), Yeniköy (7) und 15 Dörfer des zentralen Bucak (Merkez). Auf einer Karte sind links die "alten" Mahalles zu sehen und am rechten Rand die der "neuen" Mahalles, also der ehemaligen Dörfer.

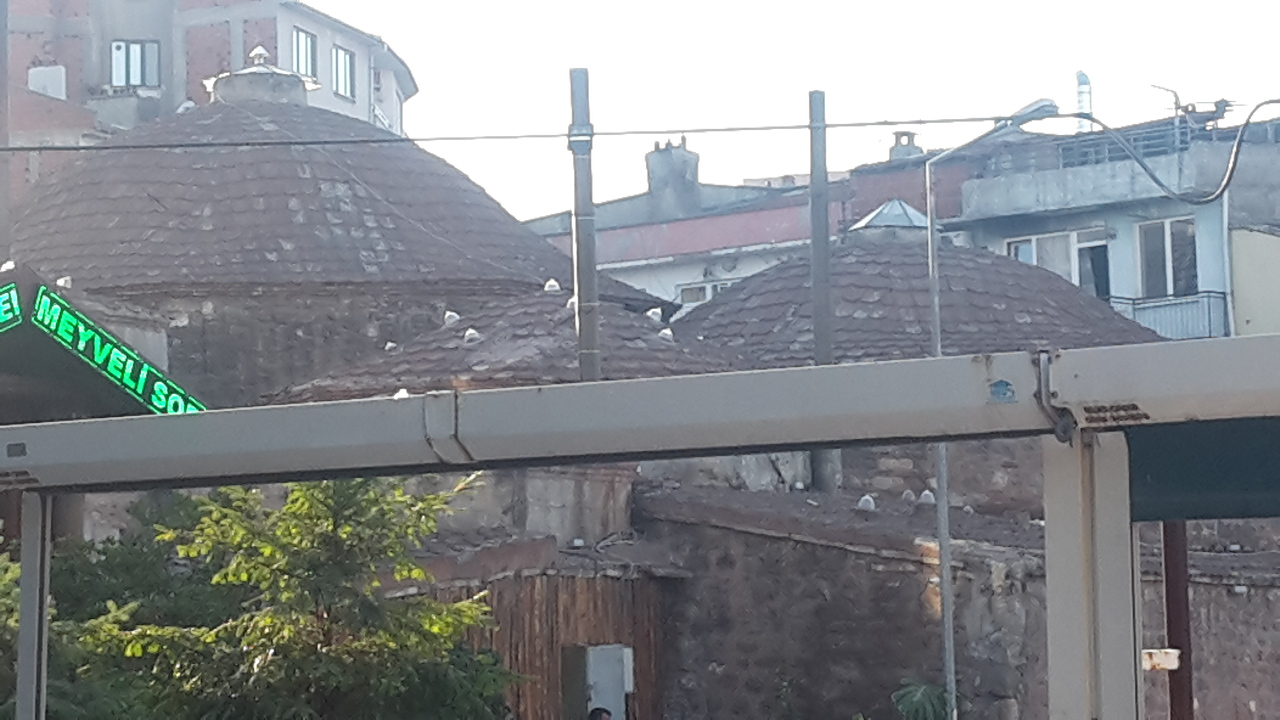
Das Pascha-Hamam